# Johann Ender

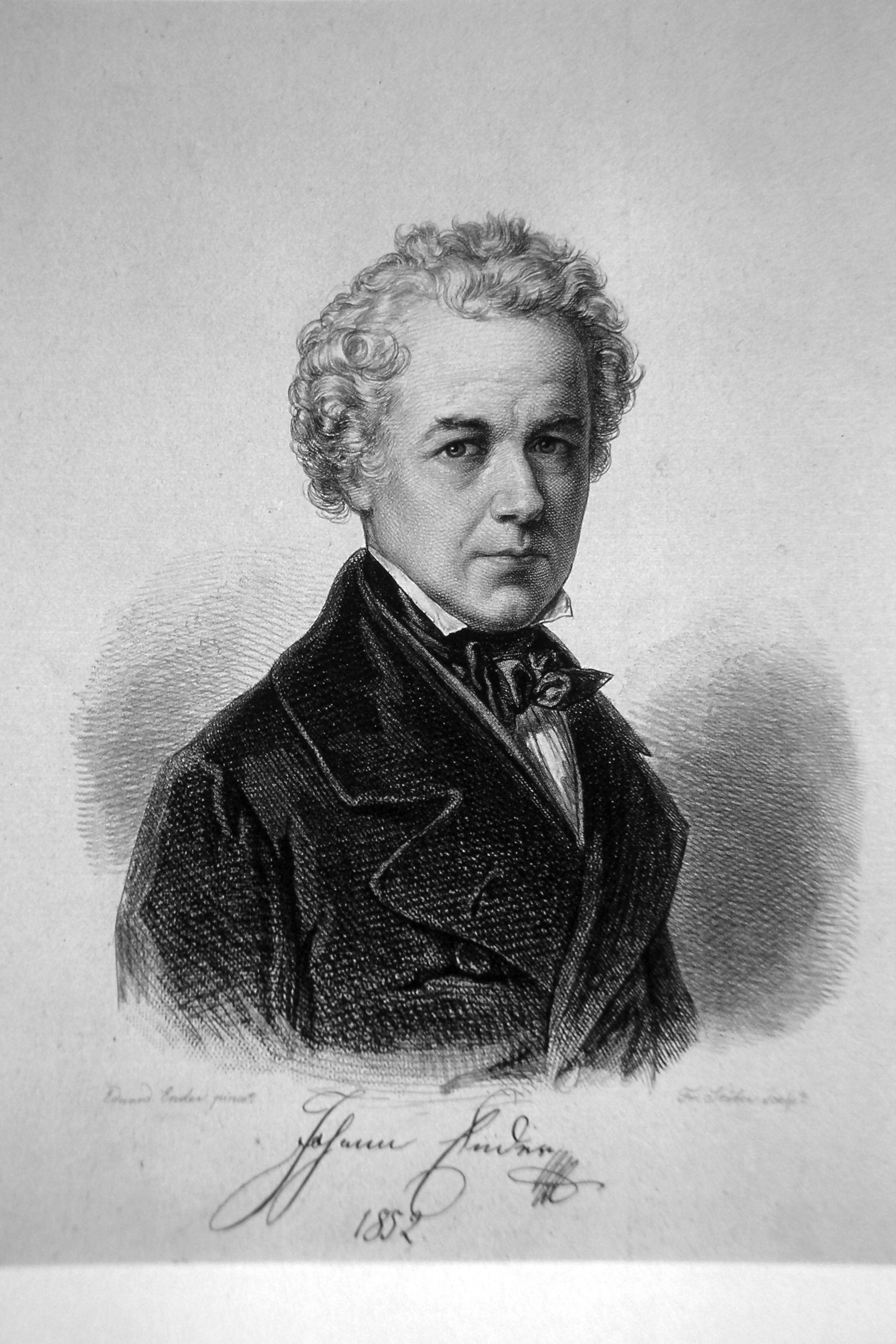
Johann Nepomuk Ender, Radierung von Franz Xaver Stöber, 1852

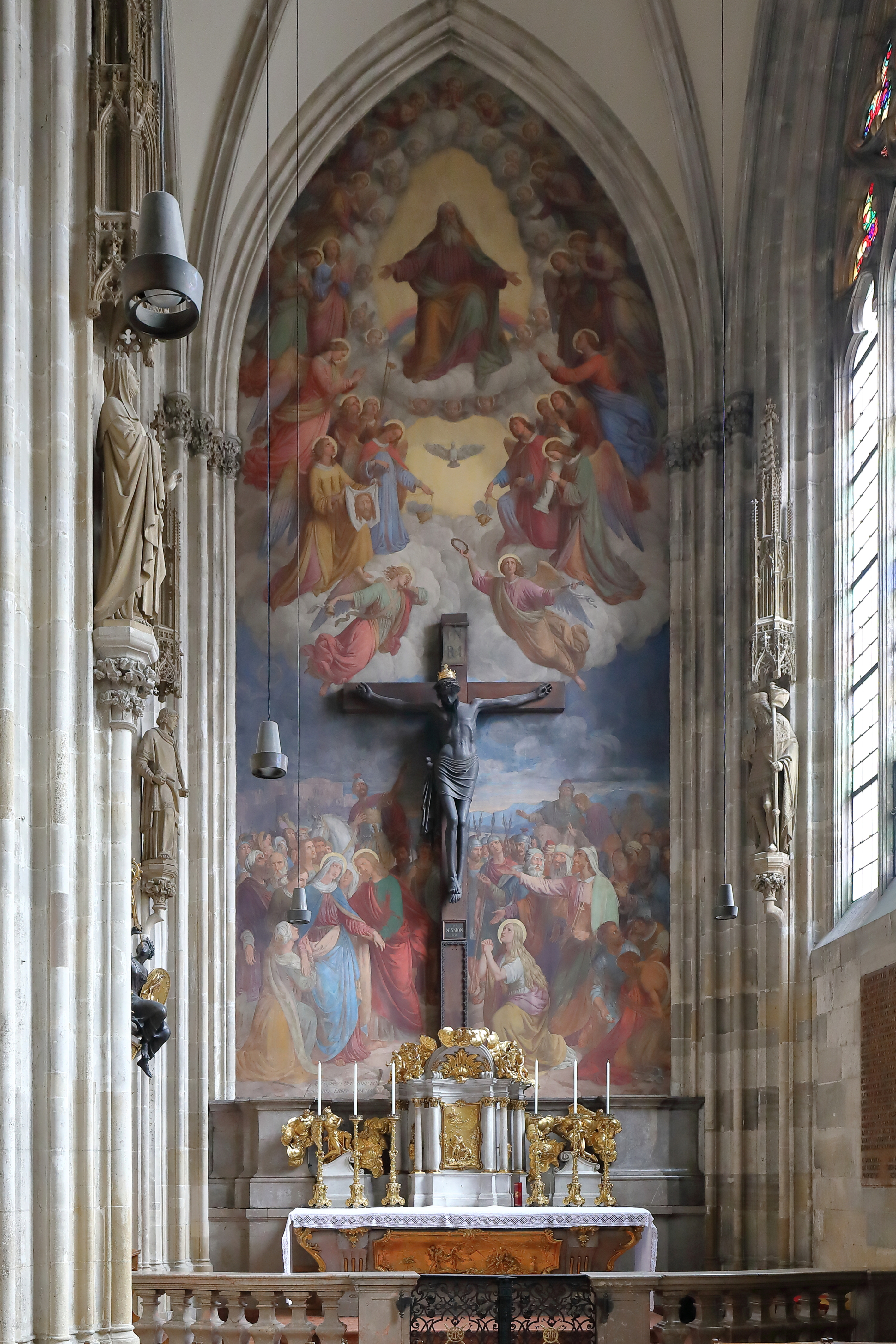
Fresko in der Kreuzkapelle des Stephansdomes (1853)

Johann Nepomuk Ender (* 3. November 1793 in Wien; † 16. März 1854 ebenda) war ein österreichischer Porträtmaler und Kupferstecher.

## Leben
Ender studierte mehrere Jahre an der Akademie der bildenden Künste in Wien. Anlässlich einer Akademieausstellung konnte Ender mit seinem Werk Der Tod Marc Aurels debütieren und dieses wurde auch prämiert. Schon bald fand Ender zu einem eigenen Stil, begann aber gleichzeitig die Malweise seines Zeitgenossen Jean-Baptiste Isabey nachzuahmen.
1818 wurde Ender von Graf Stephan Széchényi eingeladen, mit ihm Griechenland und Italien zu bereisen. Ender sagte zu und brachte von dieser Studienreise eine Vielzahl an Skizzen und Studien mit, welche später die Grundlage für seine Ölbilder bildeten. Diese Reise verschaffte Ender Kontakte, welche ihm später einen Aufenthalt an der Accademia di San Luca in Rom ermöglichten.
1826 kehrte Ender wieder nach Österreich zurück und ließ sich in Wien als freischaffender Künstler nieder. Von 1829 bis 1850 lehrte er als Professor an der Akademie der bildenden Künste. In seinem künstlerischen Schaffen kamen nun zur Ölmalerei auch noch Kupferstiche, aber den Großteil seines Lebensunterhalts verdiente er mit Porträts. Nach der offiziellen Kunstkritik ist eines seiner besten Werke die Kreuzigungsszene für die Kreuz- bzw. Prinz-Eugen-Kapelle des Stephansdoms in Wien, ein an italienischen Renaissance-Vorbildern orientiertes großes Wandfresko, an dem Ender zwischen 1850 und 1852 arbeitete.
Im Alter von 60 Jahren starb der Maler Johann Ender am 16. März 1854 in Wien und wurde auf dem katholischen Friedhof Wien Matzleinsdorf (heute: Waldmüllerpark) beerdigt.
Sein Zwillingsbruder Thomas und sein Sohn Eduard waren ebenfalls Maler. Im Jahr 1922 wurde in Wien-Meidling (12. Bezirk) die Endergasse nach der Familie Ender benannt.

## Werke (Auszug)

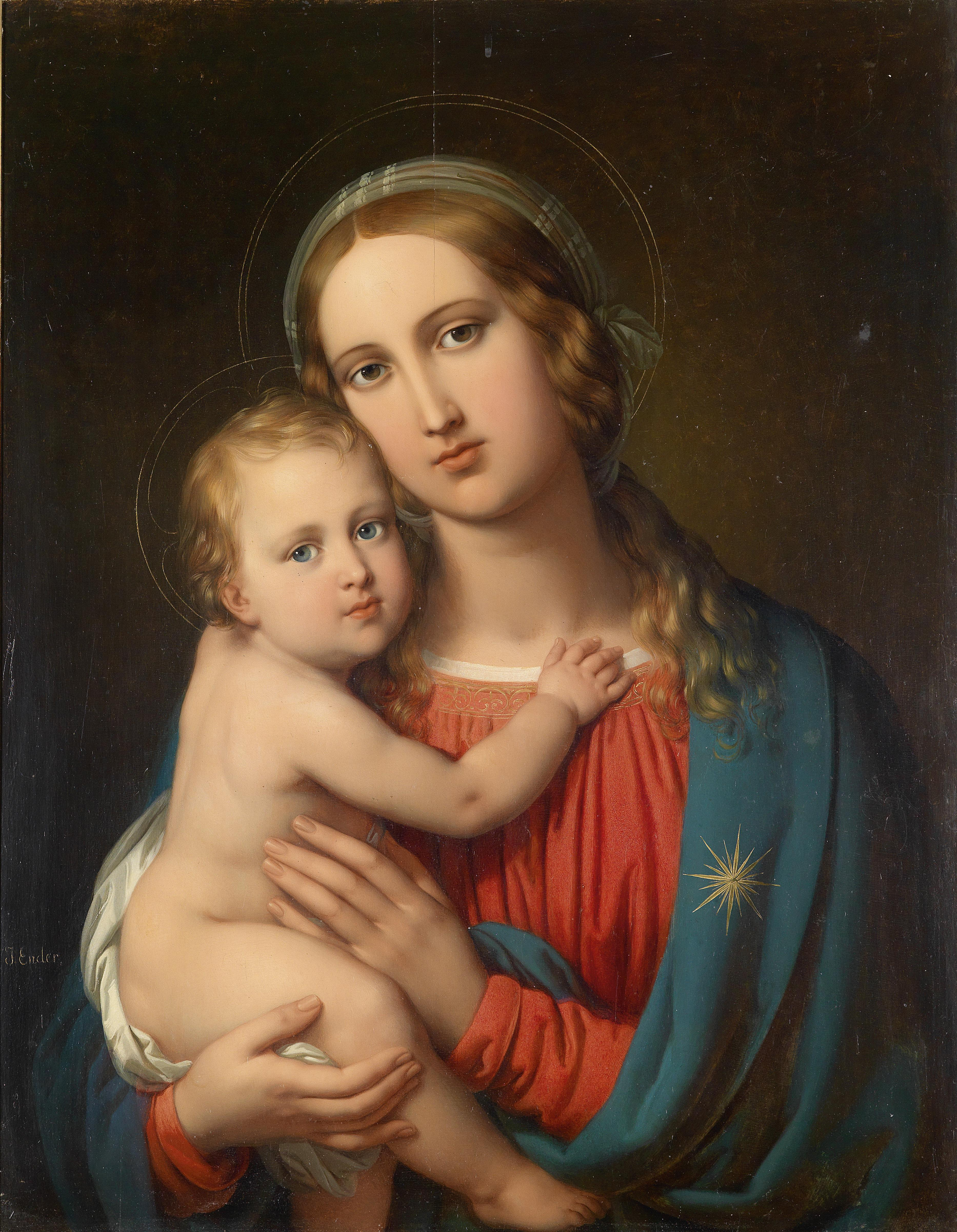
Madonna mit Kind

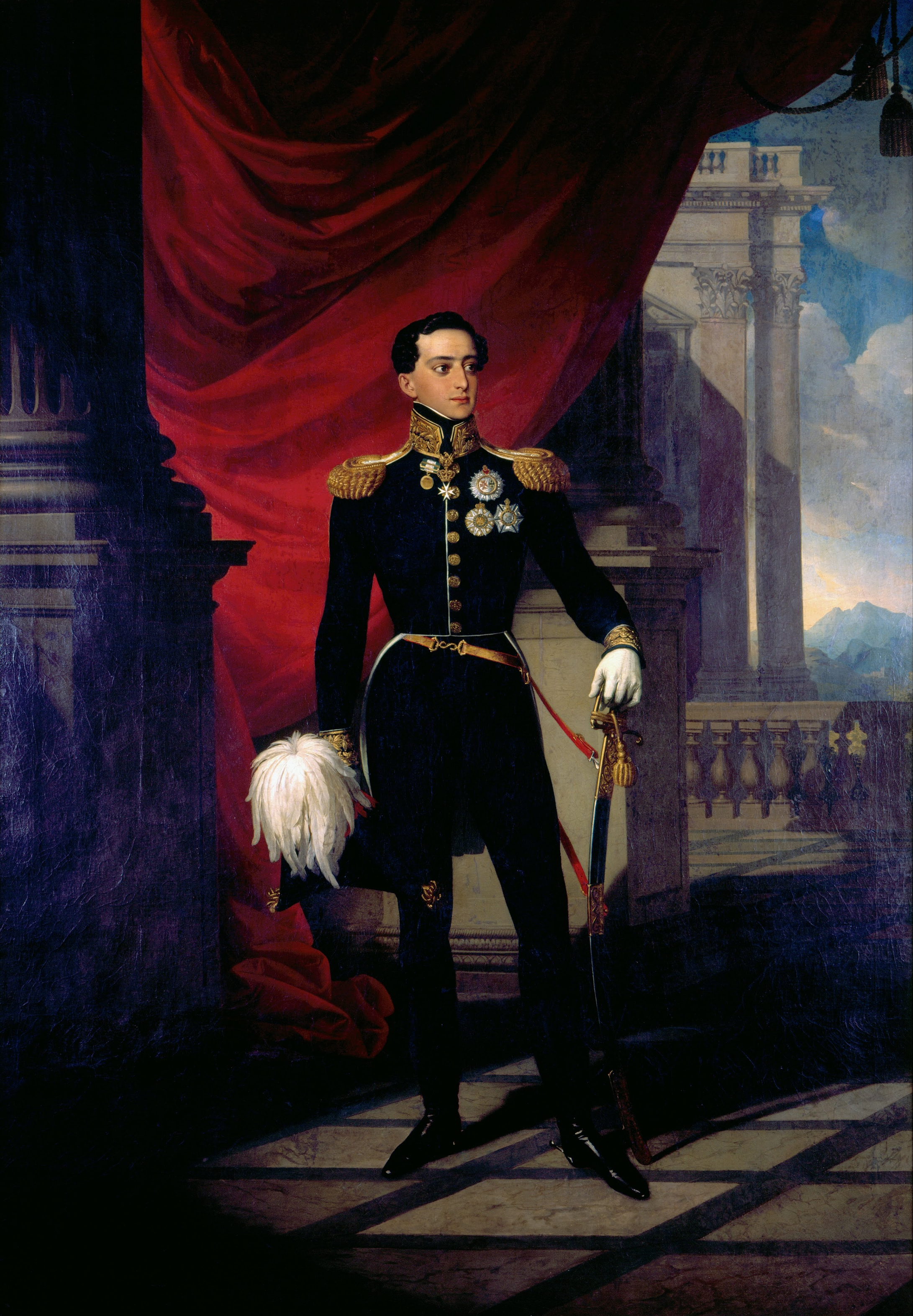
Michael I. von Portugal (1827)

- Erzherzog Karl mit seinen Kindern auf der Weilburg in Baden bei Wien, 1832. Öl auf Leinwand, 272,5 × 318,5 cm. Heeresgeschichtliches Museum, Wien[1]
- Der Tod Marc Aurels
- Von der Finsternis in das Licht, 1831. Öl auf Leinwand, 350 × 250 cm. Ungarische Akademie der Wissenschaften, Budapest
- Porträt Graf József Dessewffy, 1820. Öl auf Leinwand, 26 × 20 cm. Historisches Museum, Budapest
- Porträt Graf György Károlyic, 1830. Öl auf Leinwand, 26 × 20,3 cm. Ungarische Akademie der Wissenschaften, Budapest
- Porträt Ferenc Széchényi 1823. Öl auf Leinwand, 318 × 220 cm. Ungarisches Nationalmuseum, Budapest
- Portrait Gräfin Selina Clam-Martinic, 1838. Öl auf Leinwand, 70 × 90 cm. Burgmuseum Clam, Klam, Österreich